# Phylica stenopetala
Phylica stenopetala är en brakvedsväxtart som beskrevs av Rudolf Schlechter. Phylica stenopetala ingår i släktet Phylica och familjen brakvedsväxter. Utöver nominatformen finns också underarten P. s. sieberi.